# 魏德曼斯费尔德
魏德曼斯费尔德是奥地利下奥地利州维也纳新城城郊县的一个市镇。总面积21.38平方公里，总人口1784人，人口密度83.4人/平方公里（2005年）。